# 摩利臣街
摩利臣街（英語：Morrison Street）是香港中西區一條馬路，在新舊上環街市的東邊，上環（西港城）電車總站的西邊，皇后大道中的北面。

## 位置
摩利臣街北至干諾道中見信德中心，南至皇后大道中見中源中心，途經蘇杭街、文咸東街、永樂街、德輔道中等。
摩利臣街昔日有另一別稱叫摩利信街。

## 註腳
1. ↑  .   [2010-06-12]. （原始内容存档于2020-03-27）.
2. ↑  街道索引第46版，土地註冊處，香港特別行政區政府

## 站外鏈結

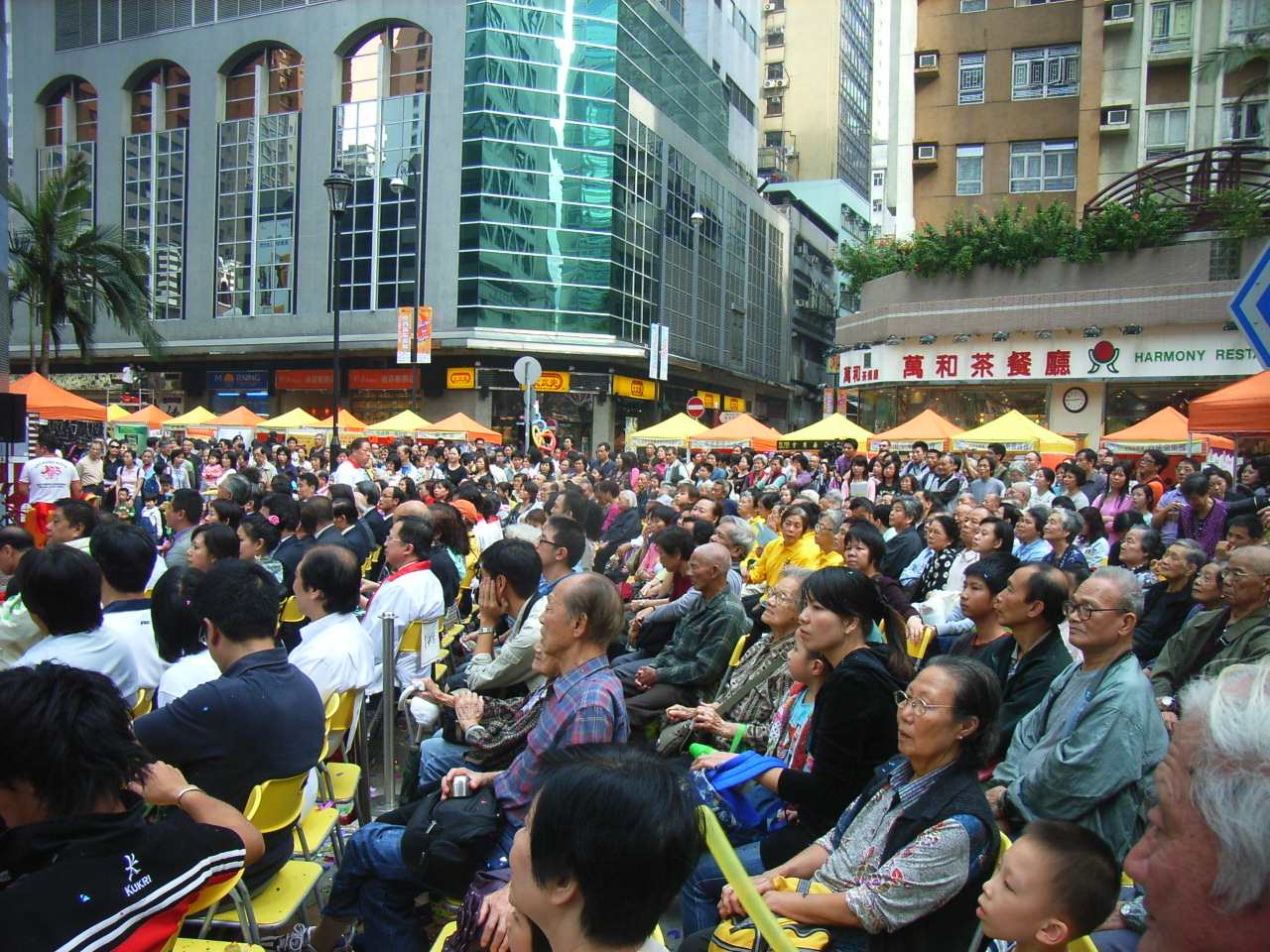
摩利臣街上，一塊行人道從前名為十皇殿，現在開拓成廣場，供中西區區議會舉行假日活動

- 香港街道 Hong Kong Streets: 摩利臣街 Morrison Street （页面存档备份，存于）

22°17′12″N 114°09′02″E / 22.2866225°N 114.1504402°E